# Đội tuyển bóng chuyền nam quốc gia Úc

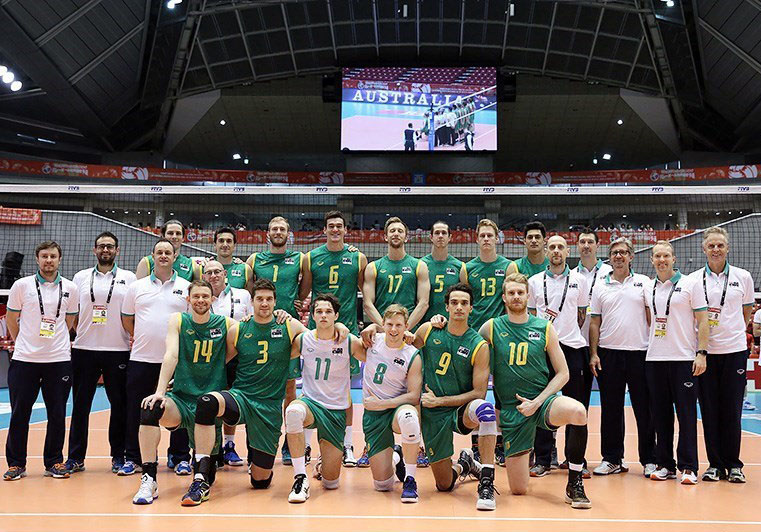
Đội tuyển tại Nhật Bản tháng 5 năm 2016

Đội tuyển bóng chuyền nam quốc gia Úc là đội bóng đại diện cho Úc tại các cuộc thi tranh giải và trận đấu giao hữu bóng chuyền nam ở phạm vi quốc tế.

## Đội hình
Dưới đây là danh sách các thành viên đội tuyển nam quốc gia Úc tham dự giải World League 2017.
Huấn luyện viên chính: Mark Lebedew
| Stt. | Tên                   | Ngày sinh            | Chiều cao           | Cân nặng        | Nhảy đập        | Nhảy chắn       | Câu lạc bộ năm 2016–17      |
| ---- | --------------------- | -------------------- | ------------------- | --------------- | --------------- | --------------- | --------------------------- |
| 1    | Beau Graham           | 17 tháng 4 năm 1994  | 2,02 m (6 ft 8 in)  | 86 kg (190 lb)  | 351 cm (138 in) | 332 cm (131 in) | Pamvohaikos                 |
| 2    | Arshdeep Dosanjh      | 30 tháng 7 năm 1996  | 2,05 m (6 ft 9 in)  | 85 kg (187 lb)  | 347 cm (137 in) | 335 cm (132 in) | Team Lakkapää               |
| 3    | Nathan Roberts        | 17 tháng 2 năm 1986  | 1,99 m (6 ft 6 in)  | 90 kg (200 lb)  | 342 cm (135 in) | 328 cm (129 in) | MKS Będzin                  |
| 4    | Paul Sanderson        | 7 tháng 1 năm 1986   | 1,95 m (6 ft 5 in)  | 94 kg (207 lb)  | 348 cm (137 in) | 335 cm (132 in) | Jakarta Pertamina Energi    |
| 5    | Travis Passier        | 26 tháng 4 năm 1989  | 2,06 m (6 ft 9 in)  | 99 kg (218 lb)  | 351 cm (138 in) | 340 cm (130 in) | Thi đấu tự do               |
| 7    | Harrison Peacock      | 31 tháng 1 năm 1991  | 1,92 m (6 ft 4 in)  | 87 kg (192 lb)  | 353 cm (139 in) | 359 cm (141 in) | Hurrikaani Loimaa           |
| 8    | Trent O'Dea           | 11 tháng 5 năm 1994  | 2,01 m (6 ft 7 in)  | 98 kg (216 lb)  | 354 cm (139 in) | 344 cm (135 in) | Örkelljunga                 |
| 9    | Max Staples           | 27 tháng 7 năm 1994  | 1,94 m (6 ft 4 in)  | 83 kg (183 lb)  | 358 cm (141 in) | 345 cm (136 in) | Draisma Dynamo              |
| 10   | Jordan Richards       | 25 tháng 9 năm 1993  | 1,93 m (6 ft 4 in)  | 80 kg (180 lb)  | 354 cm (139 in) | 342 cm (135 in) | Libertas Brianza Cantù      |
| 11   | Luke Perry            | 20 tháng 11 năm 1995 | 1,80 m (5 ft 11 in) | 75 kg (165 lb)  | 331 cm (130 in) | 315 cm (124 in) | Berlin Recycling Volleys    |
| 13   | Samuel Walker         | 19 tháng 2 năm 1995  | 2,08 m (6 ft 10 in) | 90 kg (200 lb)  | 350 cm (140 in) | 337 cm (133 in) | Euphony Asse-Lennik         |
| 14   | Simon Hone            | 24 tháng 4 năm 1993  | 1,97 m (6 ft 6 in)  | 90 kg (200 lb)  | 345 cm (136 in) | 330 cm (130 in) | Vingåkers                   |
| 15   | Luke Smith            | 30 tháng 8 năm 1990  | 2,04 m (6 ft 8 in)  | 95 kg (209 lb)  | 360 cm (140 in) | 342 cm (135 in) | Hurrikaani Loimaa           |
| 16   | Thomas Douglas-Powell | 16 tháng 9 năm 1992  | 1,94 m (6 ft 4 in)  | 82 kg (181 lb)  | 356 cm (140 in) | 332 cm (131 in) | Topvolley Precura Antwerpen |
| 17   | Paul Carroll (C)      | 16 tháng 5 năm 1986  | 2,07 m (6 ft 9 in)  | 98 kg (216 lb)  | 354 cm (139 in) | 340 cm (130 in) | Berlin Recycling Volleys    |
| 18   | Lincoln Williams      | 6 tháng 10 năm 1993  | 2,00 m (6 ft 7 in)  | 104 kg (229 lb) | 353 cm (139 in) | 330 cm (130 in) | Selver Tallinn              |
| 19   | Carsten Moeller       | 12 tháng 6 năm 1991  | 1,94 m (6 ft 4 in)  | 88 kg (194 lb)  | 340 cm (130 in) | 330 cm (130 in) | Södertelge                  |
| 21   | James Weir            | 20 tháng 7 năm 1995  | 2,04 m (6 ft 8 in)  | 95 kg (209 lb)  | 348 cm (137 in) | 342 cm (135 in) | Brandon University          |